# Городищенська сільська рада (Піщанський район)
Городи́щенська сільська́ ра́да — адміністративно-територіальна одиниця та орган місцевого самоврядування в Піщанському районі Вінницької області. Адміністративний центр — село Городище.

## Загальні відомості
Городищенська сільська рада утворена в 1922 році.
- Територія ради: 2,974 км²
- Населення ради: 812 особи (станом на 2001 рік)

## Населені пункти
Сільській раді підпорядковані населені пункти:
- с. Городище

## Склад ради
Рада складається з 15 депутатів та голови.
- Голова ради: Пустовіт Лідія Василівна

### Керівний склад попередніх скликань
| Прізвище, ім'я, по батькові | Основні відомості                                                         | Дата обрання | Дата звільнення |
| --------------------------- | ------------------------------------------------------------------------- | ------------ | --------------- |
| Репетій Анатолій Леонідович | Сільський голова, 1962 року народження, член Комуністичної партії України | 26.03.2006   | 31.10.2010      |
| Репетій Анатолій Леонідович | Сільський голова, 1962 року народження, член Комуністичної партії України | 31.10.2010   |                 |

Примітка: таблиця складена за даними сайту Верховної Ради України

### Депутати
За результатами місцевих виборів 2010 року депутатами ради стали:

#### За суб'єктами висування
| Суб'єкт висування | Кількість обраних депутатів | %    |
| ----------------- | --------------------------- | ---- |
| Народна партія    | 6                           | 42,9 |
| Партія регіонів   | 5                           | 35,7 |
| Самовисування     | 3                           | 21,4 |

#### За округами
| № округу        | Прізвище, ім'я, по батькові       | Дата визнання обраним | Освіта             | Партійна приналежність            | Відомості про обраного депутата                     |
| --------------- | --------------------------------- | --------------------- | ------------------ | --------------------------------- | --------------------------------------------------- |
| Народна Партія  |                                   |                       |                    |                                   |                                                     |
| 1               | Бевзюк Євген Миколайович          | 01.11.2010            | середня спеціальна | член Народної партії              | тимчасово не працює                                 |
| 3               | Ольшевський Валерій Броніславович | 01.11.2010            | середня спеціальна | член Народної партії              | ДП «Зернятко», обліковець                           |
| 4               | Насіківський Леонід Васильович    | 01.11.2010            | середня спеціальна | член Народної партії              | приватний підприємець                               |
| 5               | Кирнасівський Станіслав Петрович  | 01.11.2010            | вища               | член Народної партії              | приватний підприємець                               |
| 9               | Ковальчук Петро Васильович        | 01.11.2010            | середня            | член Народної партії              | Чечельницький Держлісгосп, лісник                   |
| 11              | Пустовіт Оксана Анатоліївна       | 01.11.2010            | середня спеціальна | член Народної партії              | загальноосвітня школа І-ІІ ст., повар               |
| Партія регіонів |                                   |                       |                    |                                   |                                                     |
| 6               | Подолянчук Катерина Федорівна     | 01.11.2010            | середня            | член Партії регіонів              | загальноосвітня школа І-ІІ ст., педагог-організатор |
| 10              | Іщенко Анастасія Онуфріївна       | 01.11.2010            | середня спеціальна | член Партії регіонів              | сільська рада, бухгалтер                            |
| 12              | Репетій Тетяна Григорівна         | 01.11.2010            | середня спеціальна | член Партії регіонів              | сільська рада, завідувачка ФАП                      |
| 13              | Христич Людмила Іванівна          | 01.11.2010            | середня спеціальна | член Партії регіонів              | сільська рада, соціальний працівник                 |
| 14              | Чоботарська Оксана Василівна      | 01.11.2010            | середня спеціальна | член Партії регіонів              | сільська рада, землевпорядник                       |
| Самовисування   |                                   |                       |                    |                                   |                                                     |
| 2               | Кроча Віра Миколаївна             | 01.11.2010            | вища               | член Партії регіонів              | сільська рада, секретар                             |
| 7               | Христич Анатолій Іванович         | 01.11.2010            | вища               | позапартійний                     | загальноосвітня школа І-ІІ ст., вчитель             |
| 8               | Мазур Григорій Андрійович         | 01.11.2010            | середня спеціальна | член Комуністичної партії України | пенсіонер                                           |